# Karin Jaggi
Karin Jaggi (* 2. Dezember 1971 in Bern, Schweiz) ist eine Schweizer Windsurferin.
Seit 1994 beteiligt sie sich professionell an Windsurfing-Wettbewerben. Jaggi wurde 1996 beim PWA Speed Wettbewerb erstmals Weltmeisterin. Seither gewann sie mehrfach den Weltmeistertitel in verschiedenen Kategorien, zuletzt 2006 beim ISA Speed Wettbewerb. Sie hält seit dem 2. November 2015 mit einer Geschwindigkeit von 46,31 kn den Geschwindigkeits-Weltrekord der Damen beim Windsurfen.

## Erfolge
- 1998: PWA Slalom-, Wave- und Overall-Weltmeisterin[2]
- 1999: PWA Slalom-[3] und Overall-Weltmeisterin[4]
- 2000: PWA Freestyle-Weltmeisterin[5]
- 2002: PWA Freestyle-Weltmeisterin[6]
- 2005: PWA SuperX-[7] und Slalom-Weltmeisterin[8]
- 2006: PWA Slalom-Weltmeisterin[9]
- 2007: PWA Slalom-Weltmeisterin[10]
- 2008: PWA Slalom-Weltmeisterin[11]
- 2010: PWA Slalom-Weltmeisterin

- 2005–2007 41,25 kn World Women's Sailing Speed Record Halterin aller Klassen über 500 m[12]
- 2005–2012 41,25 kn World Women's Sailing Speed Record Halterin der Windsurfer über 500 m
- seit 2015 46,31 kn World Women's Sailing Speed Record Halterin der Windsurfer über 500 m